# Jumpers for Goalposts - Live at Wembley Stadium
Jumpers for Goalposts - Live at Wembley Stadium è il primo album video del cantautore britannico Ed Sheeran, pubblicato il 13 novembre 2015 dalla Asylum Records.

## Descrizione
Presentato in anteprima nei cinema di tutto il mondo il 23 ottobre 2015, esso documenta i tre concerti tenuti da Sheeran al Wembley Stadium di Londra nel mese di luglio dello stesso anno.
Oltre all'esecuzione dei brani originariamente pubblicati negli album + e X, è presente anche un duetto con il cantautore Elton John in Don't Go Breaking My Heart, brano da lui composto.

## Tracce
1. I'm a Mess
2. Lego House
3. Photograph
4. Bloodstream
5. Don't
6. I See Fire
7. Don't Go Breaking My Heart – originariamente interpretata da Elton John
8. Thinking Out Loud
9. The A Team
10. You Need Me, I Don't Need You
11. Sing

Extra
1. Afire Love
2. Drunk
3. Tenerife Sea
4. Take It Back / Superstition